# Happy Valley (serie televisiva)
 Happy Valley è una serie televisiva britannica creata e scritta da Sally Wainwright. Ambientata nella Calder Valley, West Yorkshire, vede come protagonisti Sarah Lancashire, Siobhan Finneran e James Norton.
La prima stagione ha debuttato su BBC One il 29 aprile 2014 e la seconda il 9 febbraio 2016. La terza e ultima stagione è stata trasmessa dal 1º gennaio al 5 febbraio 2023.
In Italia le prime due stagioni sono state pubblicate su Netflix il 1º marzo 2016 e il 1º ottobre dello stesso anno. La terza stagione è andata in onda su Sky Investigation dal 25 agosto al 15 settembre 2023.

## Trama

### Prima stagione
Catherine Cawood, sergente della polizia del West Yorkshire, è ancora molto turbata dal suicidio della figlia Becky, avvenuto otto anni prima. Divorziata dal marito (con cui ha ripreso a vedersi segretamente nonostante l'uomo si sia risposato), abita con la sorella Clare, con un passato di alcolista e tossicomane, e col nipote Ryan, figlio di Becky e dell'uomo che l'ha stuprata, Tommy Lee Royce. Cawood viene a conoscenza dell'uscita di prigione di Royce, che ha scontato otto anni per spaccio di droga, e cerca di trovarlo. Royce, intanto, è coinvolto nel rapimento di Ann Gallagher, un'impresa criminale ideata da Kevin Weatherill con l'aiuto di Ashley Cowgill. Tommy scopre l'identità di Ryan e prova ad avvicinare il bambino nonostante l'opposizione di Catherine. Quando la polizia salva Ann ed arresta gli uomini che hanno organizzato il rapimento della ragazza, Tommy uccide uno dei complici ed il ragazzo che li ospita a casa propria per non farli arrestare e si rifugia su un'imbarcazione. Resosi conto che non potrà sfuggire per sempre all'arresto, Tommy cosparge il proprio corpo e quello del figlio con della benzina, intenzionato a suicidarsi portando con sé il bambino. Catherine, venuta a conoscenza del rifugio di Tommy, arriva all'imbarcazione in tempo per salvare il nipote ed impedire il suicidio di Tommy che viene arrestato.

### Seconda stagione
Diciotto mesi dopo gli eventi della prima stagione Catherine Cawood è tornata al lavoro dopo aver liberato Ann Gallagher e fatto arrestare Tommy Lee Royce, che sconta ora l'ergastolo in prigione. Quando la madre di Royce viene uccisa, Catherine stessa viene sospettata di aver avuto un ruolo in una serie di delitti che sembrano opera di un serial killer. Quando le indagini portano al sospetto che una delle vittime, Victoria Fleming, non sia stata uccisa dal killer seriale, i sospetti si spostano sul detective John Wadsworth, ricattato dalla Fleming. L'uomo, infatti, ha ucciso la sua ex amante facendo credere che l'assassino sia lo stesso uomo responsabile delle altre morti. Una volta scoperta la verità, John si uccide lanciandosi da un ponte. Il vero serial killer è in realtà un ragazzo malato, nato dagli abusi subiti dalla madre da parte del proprio stesso padre. Scoperta la verità, la madre del ragazzo lo uccide con un colpo di fucile e viene arrestata prima che possa suicidarsi con dei medicinali. La sorella di Catherine inizia a frequentare un uomo. Il figlio di Catherine torna a vivere con la madre, la zia ed il nipote in quanto la moglie ha chiesto il divorzio dopo aver scoperto la sua relazione con un'altra donna. Intanto Ryan, nipote di Catherine, stringe amicizia con la nuova assistente scolastica, Frances Drummond, che è in realtà segretamente infatuata di Royce. Royce, al quale è stato proibito ogni contatto con Ryan, cerca infatti di plagiare la donna per riallacciare i rapporti col figlio e per vendicarsi di Catherine. Catherine scopre l'accaduto e rivela a Frances che Tommy ha allacciato diverse relazioni con altre donne al fine di trovare eventuali complici per i suoi crimini, ai danni di Catherine.

### Terza stagione
Sette anni dopo gli eventi della seconda stagione, Catherine è vicina all’età pensionabile così pianifica un viaggio escursionistico sull'Himalaya. Catherine viene chiamata per indagare sulla scoperta di resti umani trovati vicino un bacino idrico, dove realizza che i sospettati dell'omicidio condividono precedenti con Royce, che ora è stato trasferito in una cella del carcere di Sheffield ed è in attesa di processo per una serie di reati minori. Intanto, Ryan, che ora ha sedici anni, è rimasto in contatto con suo padre dopo avergli inviato una lettera al termine della seconda stagione, e va a visitarlo all'insaputa di Catherine con l'aiuto di Clare e del suo compagno Neil. Quando Catherine lo scopre, interrompe temporaneamente i contatti con loro e presenta a Ryan un ultimatum. Ryan sta avendo problemi a scuola con il suo insegnante di educazione fisica Rob Hepworth, che lo ha cacciato dalla squadra di calcio a seguito di comportamenti inadempienti. A casa, Rob è violento fisicamente nei confronti di sua moglie Joanna, che ha sviluppato una dipendenza da diazepam che le vengono consegnati illegalmente dal farmacista Faisal Bhatti, il quale a sua volta viene ricattato da una banda di spacciatori violenti in cambio della libertà della sua famiglia.

## Episodi
| Stagione         | Episodi | Prima TV UK | Prima TV Italia |
| ---------------- | ------- | ----------- | --------------- |
| Prima stagione   | 6       | 2014        | 2016            |
| Seconda stagione | 6       | 2016        | 2016            |
| Terza stagione   | 6       | 2023        | 2023            |

## Personaggi e interpreti

### Principali
- Catherine Cawood (stagioni 1-3), interpretata da Sarah Lancashire, doppiata da Stefanella Marrama.
Sergente di polizia di Halifax.
- Kevin Weatherill (stagione 1), interpretato da Steve Pemberton, doppiato da Ambrogio Colombo.
Contabile di Nevison Gallagher.
- Clare Cartwright (stagioni 1-3), interpretata da Siobhan Finneran, doppiata da Anna Cugini.
Sorella di Catherine che vive con lei e si sta ristabilendo da una dipendenza da eroina e alcol.
- Nevison Gallagher (stagioni 1-3), interpretato da George Costigan, doppiato da Gianni Giuliano (stagioni 1-2) e da Massimo Rossi (stagione 3).
Uomo d'affari di successo e padre di Ann.
- Ashley Cowgill (stagione 1), interpretato da Joe Armstrong, doppiato da Francesco Pezzulli.
Impresario edile e spacciatore di droga.
- Tommy Lee Royce (stagioni 1-3), interpretato da James Norton, doppiato da Andrea Lavagnino.
Tossicodipendente rilasciato di prigione dopo otto anni e padre del nipote di Catherine, Ryan.
- Lewis Whippey (stagione 1), interpretato da Adam Long, doppiato da Manuel Meli.
Dipendente di Ashley.
- Ann Gallagher (stagioni 1-3), interpretata da Charlie Murphy, doppiata da Letizia Scifoni.
Vittima di rapimento che in seguito diventa un'agente di polizia di supporto per la comunità.
- Daniel Cawood (stagioni 2-3, ricorrente stagione 1), interpretato da Karl Davies, doppiato da Daniele Raffaeli.
Figlio di Catherine e marito di Lucy in attesa del primo figlio.
- Mike Taylor (stagioni 2-3, ricorrente stagione 1), interpretato da Rick Warden, doppiato da Roberto Certomà (stagioni 1-2) e da Edoardo Stoppacciaro (stagione 3).
Ispettore e supervisore di Catherine.
- Victoria "Vicky" Fleming (stagione 2), interpretata da Amelia Bullmore, doppiata da Cristina Boraschi.
Commessa in una profumeria e amante di John che lo ricatta con delle foto compromettenti.
- John Wadsworth (stagione 2), interpretato da Kevin Doyle, doppiato da Francesco Bulckaen.
Detective con una vita domestica travagliata.
- Frances Drummond (stagione 2), interpretata da Shirley Henderson, doppiata da Ilaria Latini.
Nuova assistente scolastica nella scuola di Ryan che visita Tommy in carcere perché infatuata di lui.
- Daryl Garrs (stagione 2), interpretato da Robert Emms.
Giovane agricoltore affetto da disturbi psichici vittima di bullismo.
- Andy Shepherd (stagioni 2-3), interpretato da Vincent Franklin.
Sovrintendente a capo della squadra omicidi della polizia di Halifax.
- Amanda Wadsworth (stagione 2), interpretata da Julie Hesmondhalgh, doppiata da Tatiana Dessi.
Moglie separata di John.
- Jodie Shackleton (stagione 2), interpretata da Katherine Kelly, doppiata da Barbara De Bortoli.
Nuova ispettrice capo della squadra omicidi della polizia di Halifax.
- Sean Balmforth (stagione 2), interpretato da Matthew Lewis.
Dipendente di Nevison licenziato per aver causato un incidente alla guida di un camion da ubriaco e sospettato di una serie di omicidi.
- Alison Garrs (stagioni 2-3), interpretata da Susan Lynch, doppiata da Loretta Di Pisa (stagione 2) e da Sabrina Duranti (stagione 3).
Madre di Daryl.
- Neil Ackroyd (stagioni 2-3), interpretato da Con O'Neill, doppiato da Roberto Stocchi (stagione 2) e da Gianni Giuliano (stagione 3).
Amico di lunga data di Clare e in seguito suo compagno.
- Ryan Cawood (stagione 3, ricorrente stagioni 1-2), interpretato da Rhys Connah, doppiato da Alessandro Campaiola (stagione 3).
Giovane figlio di Tommy e della defunta figlia di Catherine, Rebecca.
- Richard Cawood (stagione 3, ricorrente stagione 1), interpretato da Derek Riddell, doppiato da Francesco Prando (stagione 1) e da Dario Oppido (stagione 3).
Giornalista ed ex marito di Catherine.
- Faisal Bhatti (stagione 3), interpretato da Amit Shah, doppiato da Luigi Ferraro.
Farmacista che fornisce medicine a Joanna e agli spacciatori.
- Rob Hepworth (stagione 3), interpretato da Mark Stanley, doppiato da Alessandro Budroni.
Insegnante di educazione fisica di Ryan che abusa di sua moglie Joanna.
- Joanna Hepworth (stagione 3), interpretata da Mollie Winnard, doppiata da Veronica Puccio.
Moglie di Rob dipendente da diazepam.

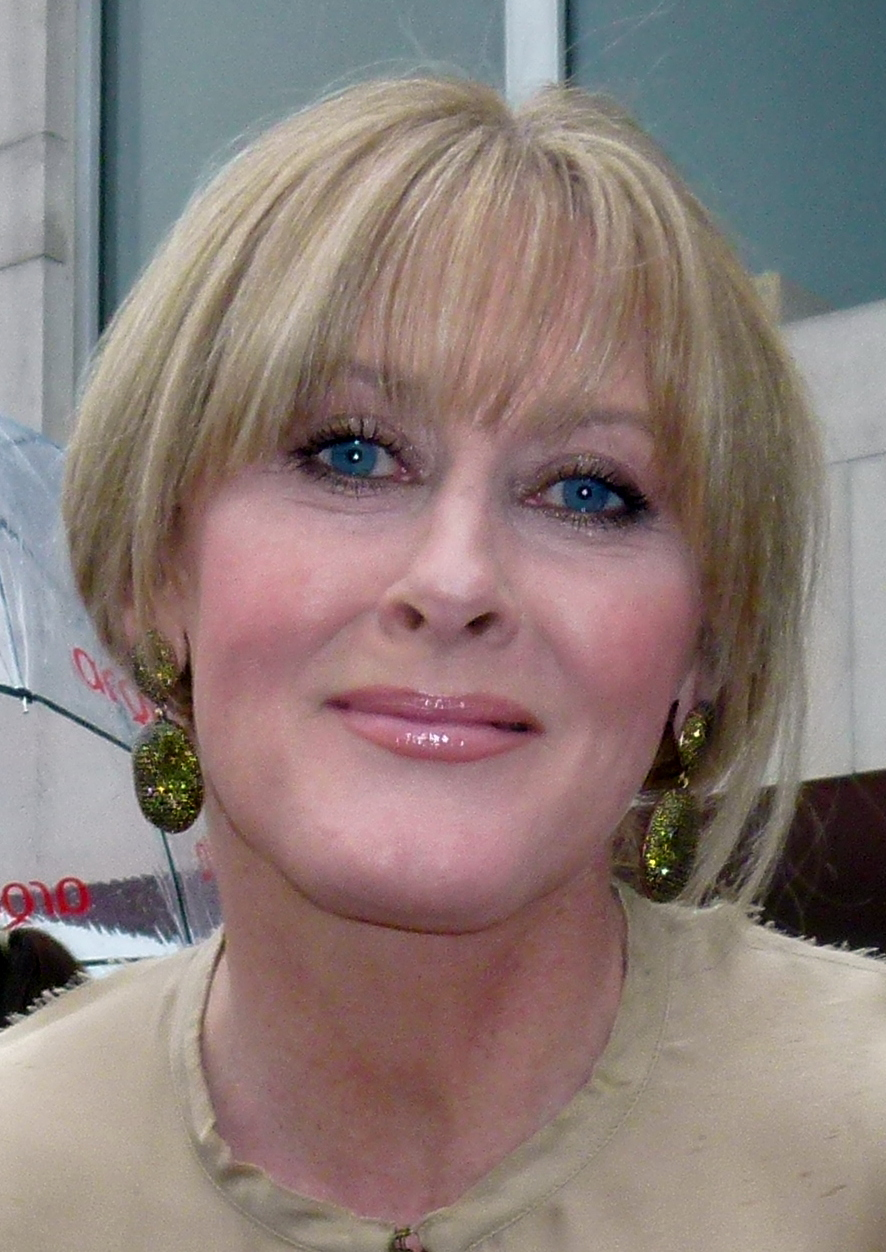
Sarah Lancashire
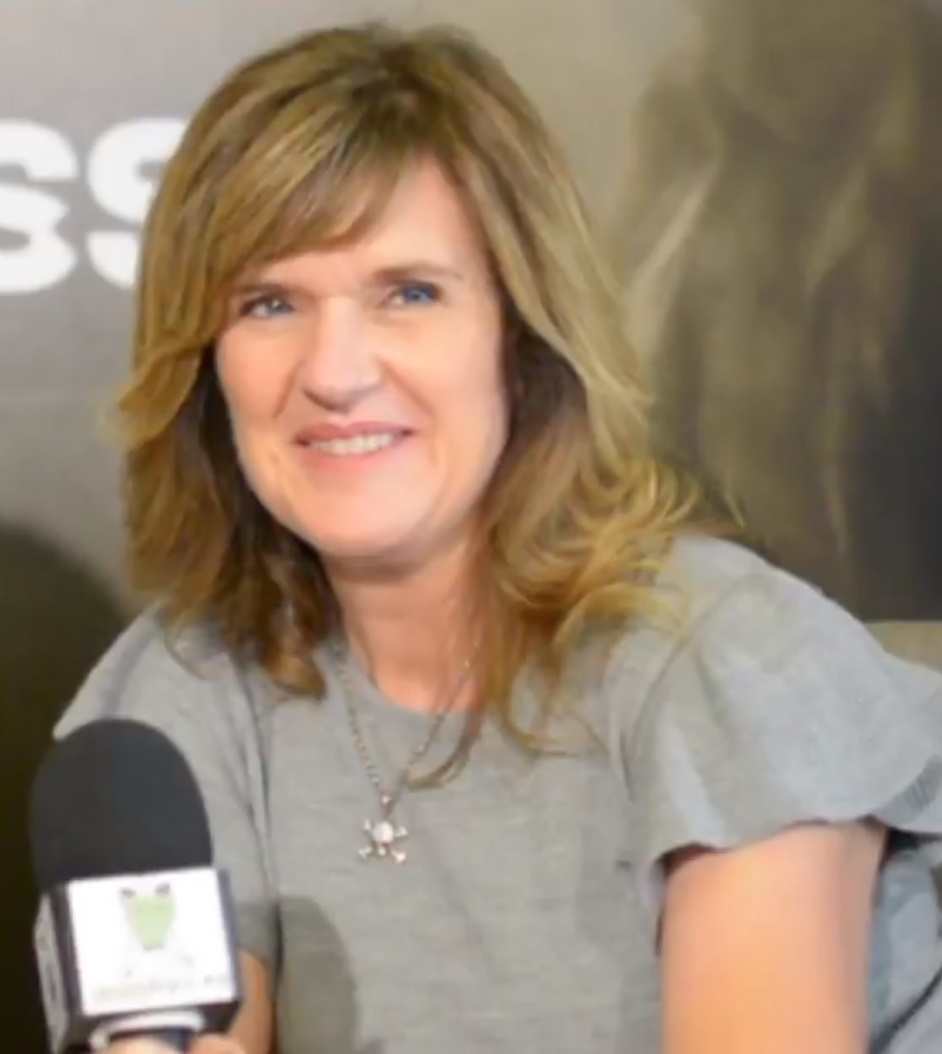
Siobhan Finneran
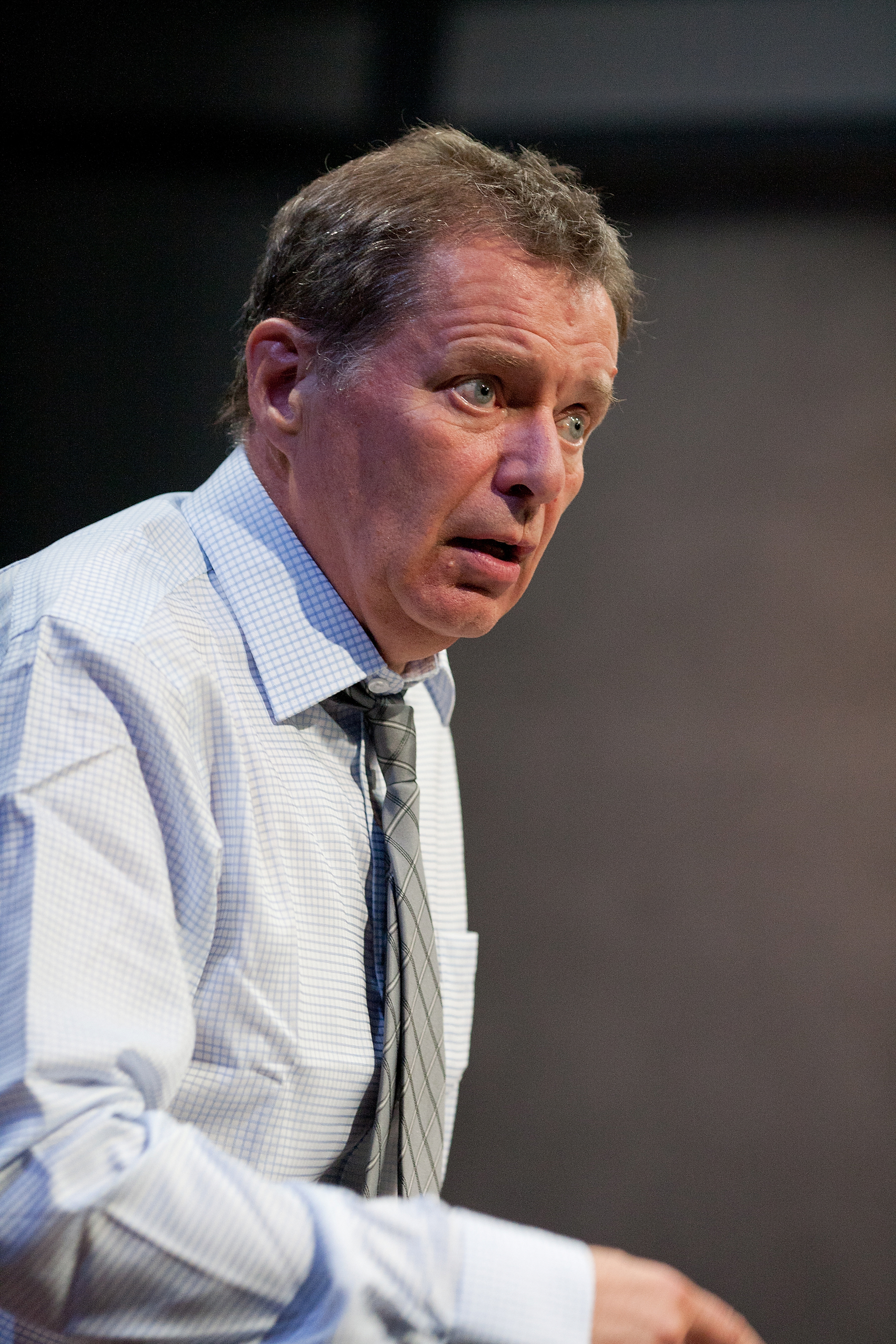
George Costigan
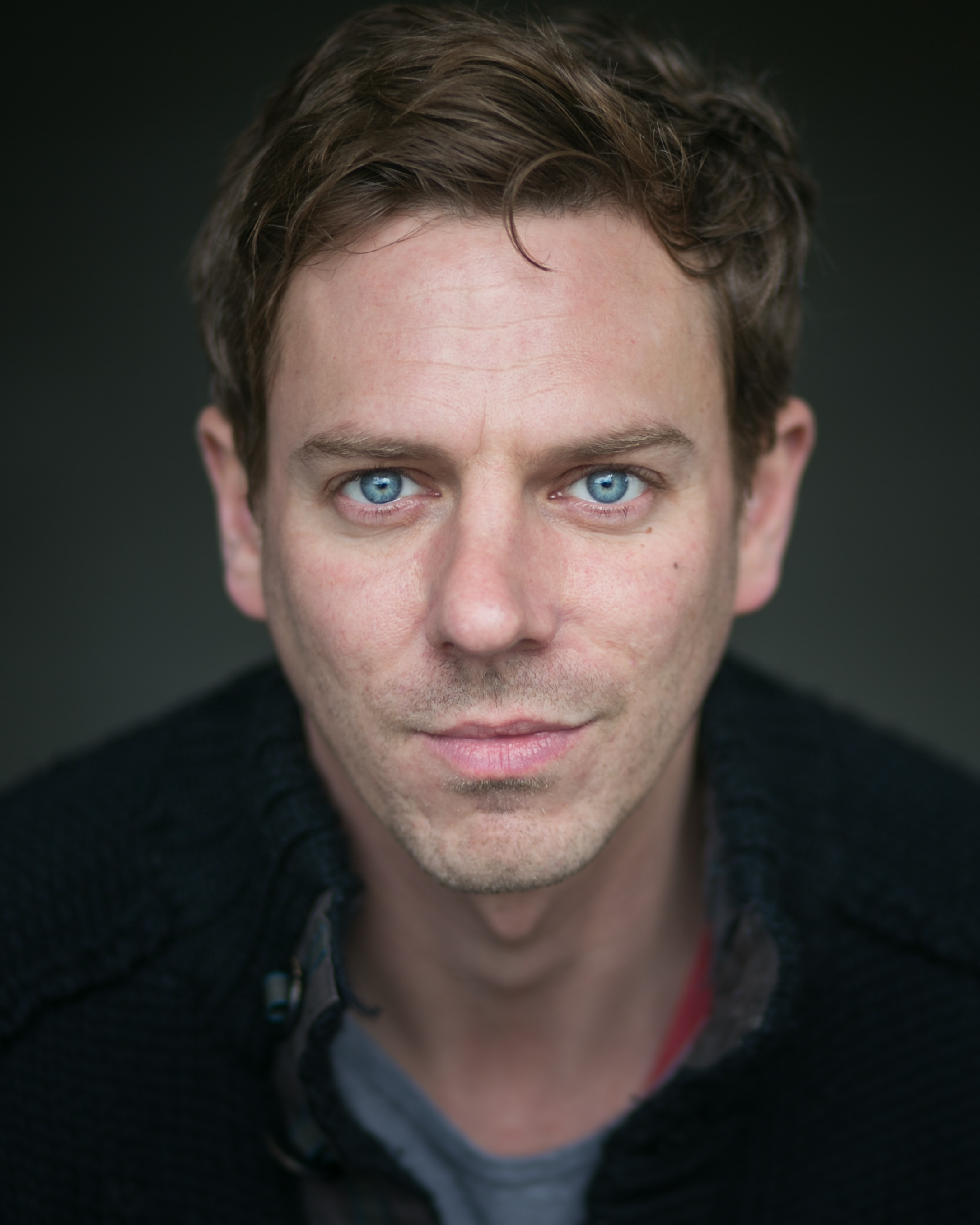
Joe Armstrong
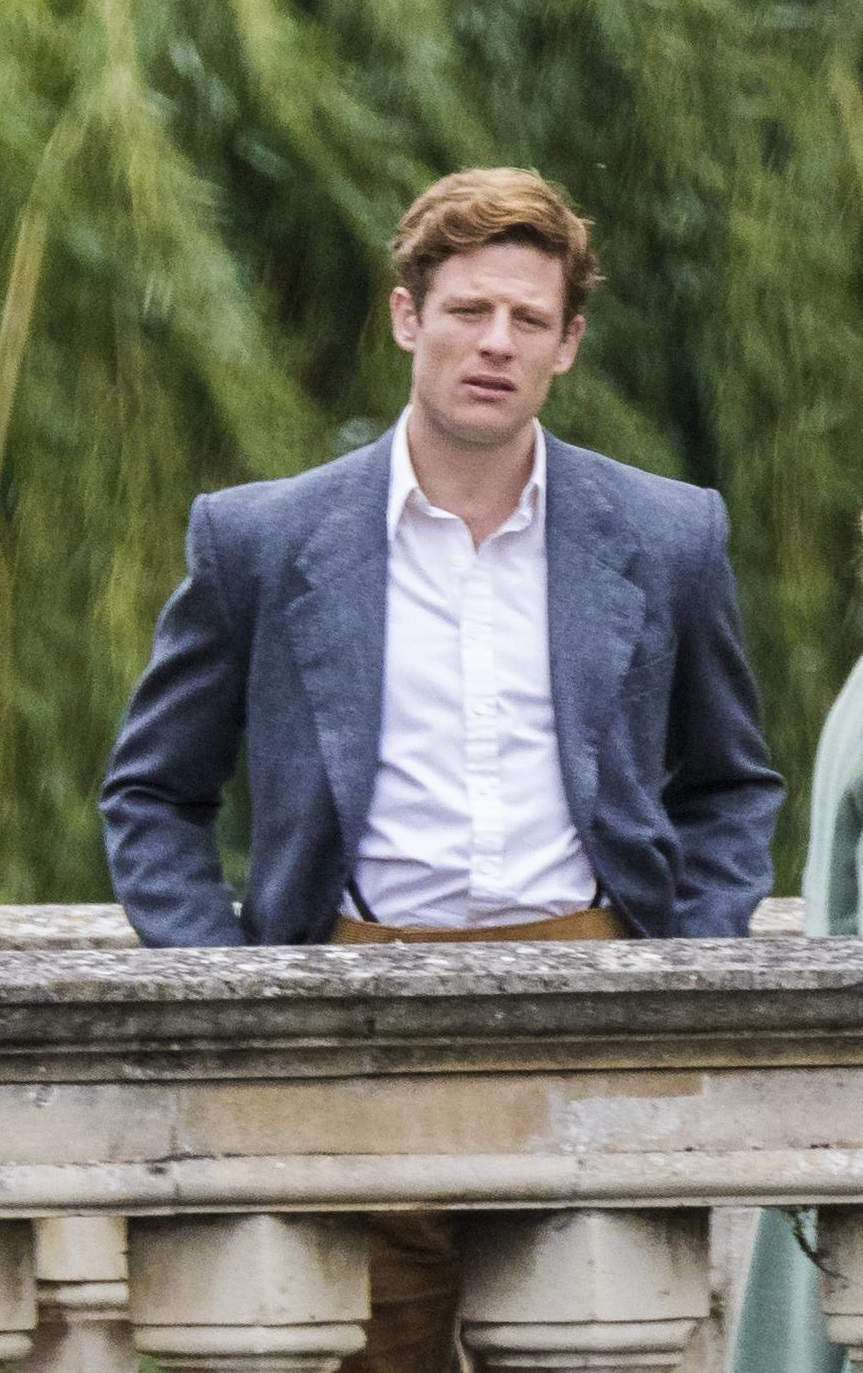
James Norton
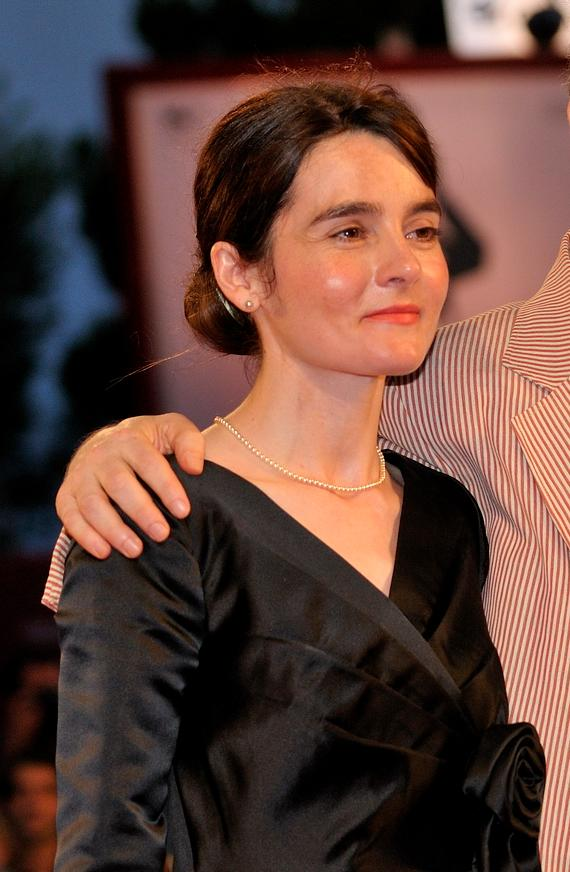
Shirley Henderson
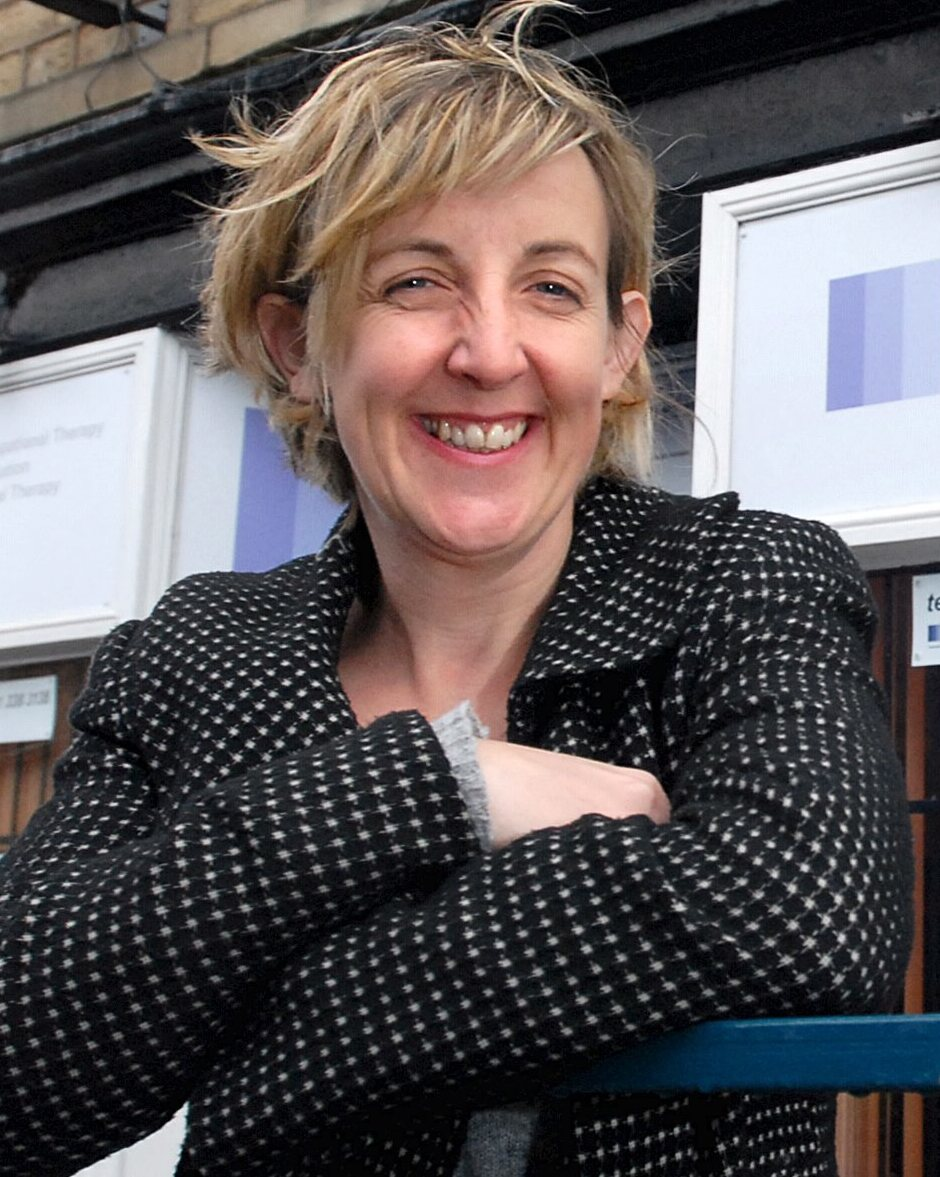
Julie Hesmondhalgh
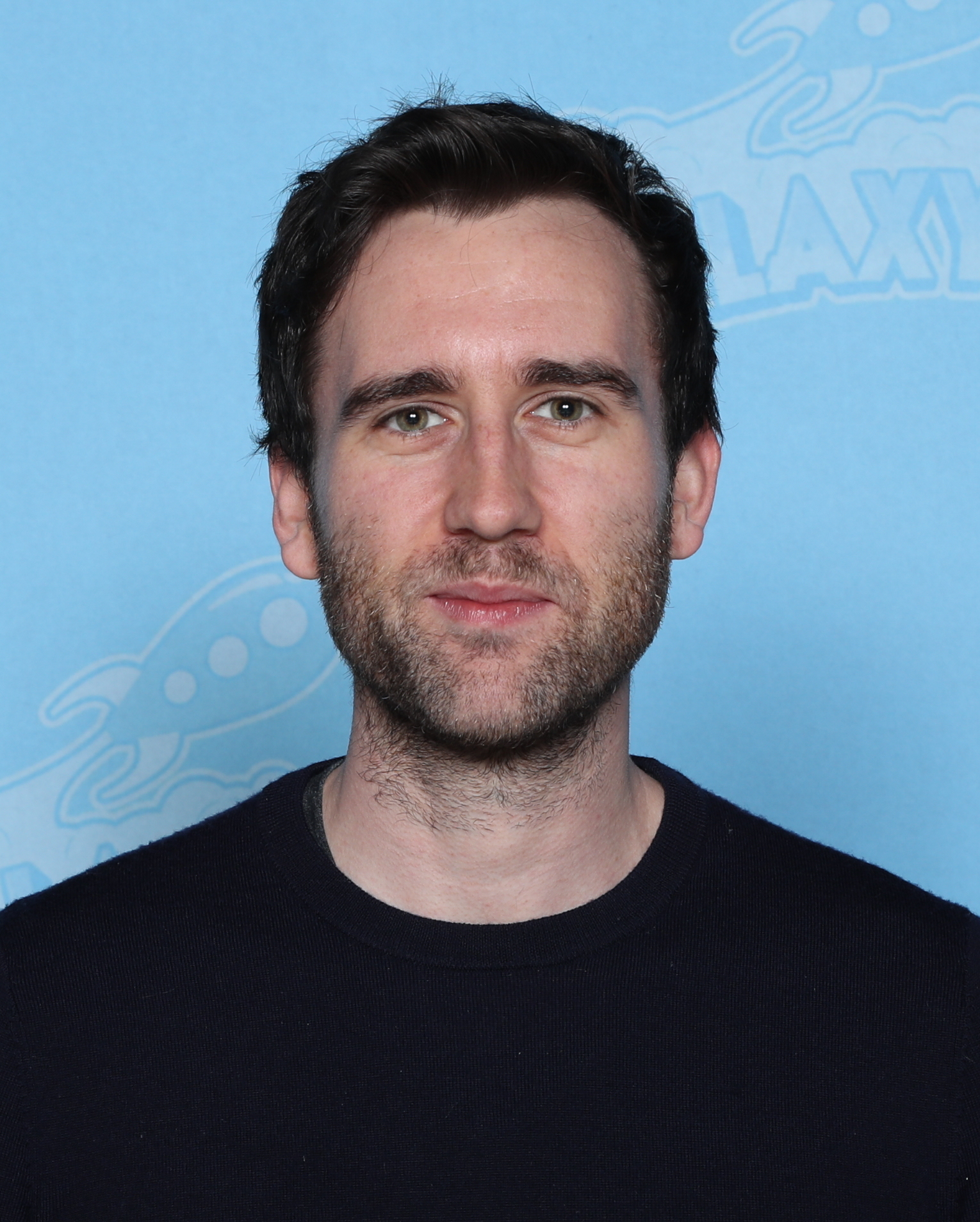
Matthew Lewis
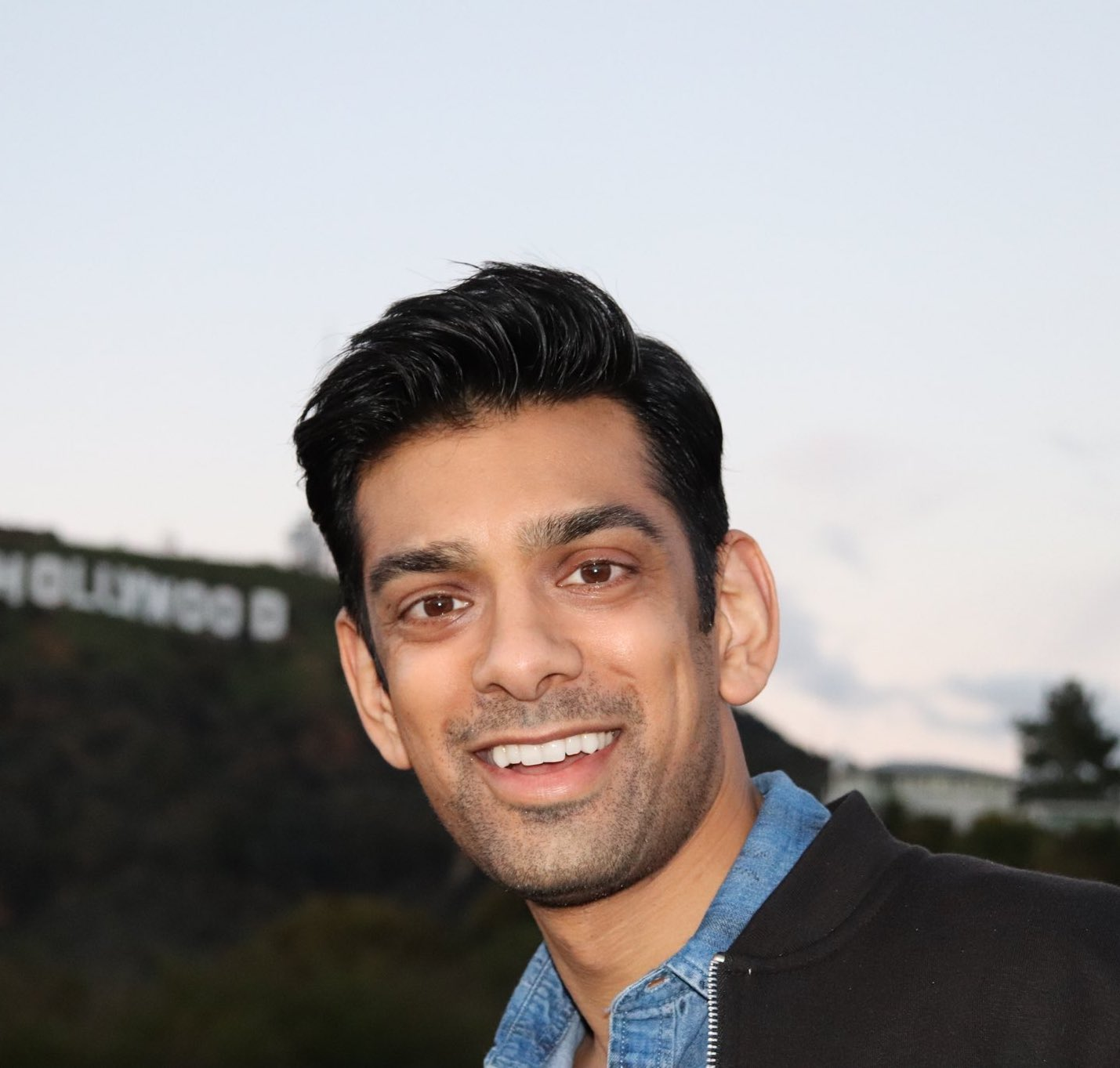
Amit Shah

### Ricorrenti
- Shafiq Shah (stagioni 1-3), interpretato da Shane Zaza, doppiato da Simone Crisari (stagione 3).
Agente di polizia.
- Joyce (stagioni 1-3), interpretata da Ishia Bennison, doppiata da Alessandra Chiari (stagioni 1-2) e da Alessandra Cassioli (stagione 3).
Ex poliziotta ora è segretaria nel distretto di polizia di Halifax.
- Helen Gallagher (stagione 1, guest star stagione 2), interpretata da Jill Baker, doppiata da Aurora Cancian.
Moglie di Nevison malata di cancro al fegato.
- Ros Cawood (stagione 1, guest star stagione 3), interpretata da Kelly Harrison, doppiata da Francesca Fiorentini (stagione 1) e da Selvaggia Quattrini (stagione 3).
Nuova moglie di Richard.
- Praveen Badal (stagioni 1-2), interpretato da Ramon Tikaram.
Comandante del distretto di polizia dello Yorkshire.
- Signora Beresford (stagioni 1-2), interpretata da Olwen May.
Preside della scuola di Ryan.
- Cesco (stagioni 1, 3), interpretato da Sonny Cusworth (stagione 1) e da Freddy Smith (stagione 3).
Migliore amico e compagno di scuola di Ryan.
- Sledge (stagioni 2-3), interpretato da Chord Melodic, doppiato da Paolo Vivio.
Agente di polizia.

#### Stagione 1
- Kirsten McAskill, interpretata da Sophie Rundle, doppiata da Chiara Oliviero.
Agente di polizia.
- Jenny Weatherill, interpretata da Julia Ford.
Moglie di Kevin.
- Brett McKendrick, interpretato da Adam Nagaitis, doppiato da Flavio Aquilone.
Amico di Lewis.
- Justine, interpretata da Hannah John-Kamen.
Assistente personale di Nevison.
- Signora Mukherjee, interpretata da Mina Anwar.
Insegnante di Ryan.
- Julie, interpretata da Rachel Leskovac, doppiata da Selvaggia Quattrini.
Proprietaria di un salone di bellezza e moglie di Ashley.
- Phil Crabtree, interpretato da Alan McKenna.
Ispettore della National Crime Agency.
- Lynn Dewhurst, interpretata da Caroline O'Neill, doppiata da Tatiana Dessi.
Madre di Tommy Lee Royce.
- Lucy Cawood, interpretata da Amelia Young.
Moglie di Daniel e nuora di Catherine.

#### Stagione 2
- Amber Wadsworth, interpretata da Madison Brown.
Figlia di John e Amanda.
- Jack Wadsworth, interpretato da Felix Johnson.
Figlio di John e Amanda.
- Winnie Babic, interpretata da Angela Pleasence.
Anziana vicina di casa di Catherine.
- Ilinka Blasevic, interpretata da Ivana Bašić.
Vittima della tratta croata.
- Graham Tattersall, interpretato da Steve Edge.
Amante di Amanda.

#### Stagione 3
- Stead, interpretato da Jason Merrells.
Agente di polizia.
- Matija Jankovic, interpretato da Jack Bandeira, doppiato da Mirko Mazzanti.
Trafficante di droga per Darius.
- Ivan Sertic, interpretato da Oliver Huntingdon, doppiato da Patrizio Cigliano.
Trafficante di droga per Darius.
- Viktor, interpretato da Anthony Flanagan, doppiato da Christian Iansante.
Braccio destro di Darius.
- Darius Knezevic, interpretato da Alec Secăreanu.
Malvivente di spicco e aspirante politico, che si fa eleggere nel consiglio comunale di Bradford.
- Zeljko Knezevic, interpretato da Greg Kolpakchi, doppiato da Alessio Cigliano.
Fratello di Darius.

## Produzione
Il 22 novembre 2012 Ben Stephenson ha annunciato di aver commissionato Happy Valley per BBC One. La serie è stata scritta da Sally Wainwright, prodotta da Karen Lewis e diretta da Euros Lyn, Tim Fywell e Wainwright.
Le riprese della prima stagione sono iniziate nel novembre 2013 nella Calder Valley. I luoghi dell'area includono: Todmorden, Luddenden, Mytholmroyd, Bradford, Keighley, Sowerby Bridge, Hebden Bridge e Heptonstall. Huddersfield, Halifax, Bradford, Leeds e altre città del West Yorkshire sono menzionate. Una ex stazione di polizia è stata utilizzata per alcune scene mentre ulteriori riprese sono avvenute al North Light Film Studios a Brookes Mill, Huddersfield. 
Una seconda stagione è stata ordinata il 18 agosto 2014 con le riprese iniziate nell’agosto 2015. La seconda stagione è stata scritta da Wainwright, prodotta da Juliet Charlesworth e diretta da Neasa Hardiman e Wainwright.
Nell'ottobre 2020, Wainwright ha confermato l'esistenza di una terza e ultima stagione nelle prime fasi di scrittura. La terza stagione è stata prodotta da Lookout Point in coproduzione con AMC Networks, le riprese sono iniziate nel gennaio 2022. È stata diretta da Patrick Harkins e Fergus O’Brien e prodotta da Jessica Taylor.

## Accoglienza

### Critica
La prima stagione ha ricevuto recensioni positive dalla critica. Rotten Tomatoes
riporta il 96% delle recensioni professionali positive, con un voto medio di 7,60 su 10 basato su 26 critiche. Il consenso critico del sito web indica: «Misteriosa, tagliente e incredibilmente piena di suspense, Happy Valley dispensa alcune delle violenze più stranamente liberatorie in televisione.» Metacritic, invece, ha assegnato un punteggio di 83 su 100 basato su 9 recensioni, indicando "plauso universale".
La seconda stagione è stata acclamata dalla critica. Rotten Tomatoes
riporta il 100% delle recensioni professionali positive, con un voto medio di 9,30 su 10 basato su 28 critiche. Il consenso critico del sito web indica: «Happy Valley continua a crescere nella seconda stagione con usi degni di nota dello sviluppo del personaggio, ambientazione e eccezionali interpretazioni, guidate in modo ammirevole da Sarah Lancashire.» Metacritic, invece, ha assegnato un punteggio di 84 su 100 basato su 6 recensioni, indicando "plauso universale".
La terza stagione è stata acclamata dalla critica. Rotten Tomatoes
riporta il 100% delle recensioni professionali positive, con un voto medio di 9,55 su 10 basato su 41 critiche. Il consenso critico del sito web indica: «Piena di alti e neanche un voto basso, Happy Valley ritorna all'apice della sua influenza, con Sarah Lancashire che rimette i panni nel suo ruolo per eccellenza per un ultimo mistero.» Metacritic, invece, ha assegnato un punteggio di 93 su 100 basato su 14 recensioni, indicando "plauso universale".

## Riconoscimenti
- 2015 – BAFTA Television Awards[18]
  - Candidatura alla miglior attrice a Sarah Lancashire
  - Candidatura al miglior attore non protagonista a James Norton
  - Miglior serie drammatica
- 2015 – BAFTA Television Craft Awards[19]
  - Candidatura al miglior regista in una serie a Euros Lyn
  - Miglior sceneggiatore in una serie drammatica a Sally Wainwright
- 2015 – Broadcasting Press Guild Awards
  - Candidatura alla migliore attrice a Sarah Lancashire
  - Candidatura alla miglior serie drammatica
  - Candidatura al Breakthrough Award a James Norton
  - Writer's Award a Sally Wainwright
- 2015 – Edgar Award[20]
  - Miglior episodio in una serie televisiva a Sally Wainwright per l'Episodio 1
- 2015 – Festival della televisione di Monte Carlo[21]
  - Miglior serie drammatica
  - Migliore attrice in una serie drammatica a Sarah Lancashire
- 2015 – National Television Awards[22]
  - Candidatura alla miglior interpretazione in una serie drammatica a Sarah Lancashire
- 2015 – Satellite Awards[23]
  - Candidatura alla miglior miniserie drammatica
  - Candidatura alla miglior attrice in una miniserie o film per la TV a Sarah Lancashire
- 2015 – TV Choice Awards[24]
  - Miglior serie drammatica
  - Miglior attrice a Sarah Lancashire
- 2017 – BAFTA Television Awards[25][26]
  - Migliore attrice Sarah Lancashire
  - Candidatura alla miglior attrice non protagonista a Siobhan Finneran
  - Miglior serie drammatica
- 2017 – BAFTA Television Craft Awards[27]
  - Miglior sceneggiatore in una serie drammatica a Sally Wainwright
- 2017 – Broadcasting Press Guild Awards
  - Candidatura alla migliore attrice a Sarah Lancashire
  - Candidatura al miglior attore a James Norton
  - Candidatura al Writer's Award a Sally Wainwright
- 2017 – Irish Film & Television Academy Awards[28]
  - Miglior attrice non protagonista in una serie drammatica a Charlie Murphy
- 2017 – National Television Awards
  - Candidatura alla miglior serie drammatica
  - Miglior interpretazione in una serie drammatica a Sarah Lancashire
- 2017 – Satellite Awards[29]
  - Candidatura alla miglior attrice in una serie drammatica a Sarah Lancashire
- 2017 – TV Choice Awards
  - Candidatura alla miglior serie drammatica
  - Miglior attrice a Sarah Lancashire
- 2023 – National Television Awards[30][31]
  - Miglior interpretazione in una serie drammatica a Sarah Lancashire
  - Miglior serie drammatica di ritorno
  - Candidatura alla miglior interpretazione interpretazione a James Norton
- 2024 – BAFTA Television Awards[32][33]
  - Miglior attrice a Sarah Lancashire
  - Miglior momento memorabile alla "resa dei conti finale tra Catherine Cawood e Tommy Lee Royce in cucina"
  - Candidatura alla miglior serie drammatica
  - Candidatura al miglior attore non protagonista a Amit Shah
  - Candidatura alla miglior attrice non protagonista a Siobhan Finneran
- 2024 – BAFTA Television Craft Awards[32]
  - Candidatura al miglior sceneggiatore in una serie drammatica a Sally Wainwright
  - Candidatura al miglior montaggio in una serie a Joe Carey